# Джагер, Сэм
Сэм Джагер (англ. Sam Jaeger; род. 29 января 1977, Перрисберг, Огайо, США) — американский актёр кино и телевидения, также режиссёр и сценарист.

## Ранняя жизнь
Родился 29 января 1977 года в городе Перрисберг, штат Огайо, в семье ЛиЭнн (в девичестве Грейнинг) и Чарльза Джагеров. Младший из четырёх детей. В 1995 окончил местную старшую школу и поступил в колледж Otterbein, который окончил в 1999 году со степенью бакалавра изобразительных искусств.
Некоторое время работал в кастинговом офисе в Нью-Йорке.

## Карьера
Дебютировал в 1999 году, в телевизионном фильме «Цена успеха». Затем снимался в эпизодах различных телесериалов и играл роли второго плана в таких известных фильмах, как «Война Харта» и «Счастливое число Слевина». С 2008 по 2009 снимался в роли Мэтта Дауда в недолго просуществовавшем сериале «Элай Стоун».
В 2009 Джагер получил роль Джоэла Грэма, одного из ведущих персонажей телесериала NBC «Родители», стартовавшего в 2010 году. Актёр снимался на протяжении всех шести сезонов, вплоть до закрытия сериала в 2015, а также был режиссёром эпизода «Everything Is Not Okay».
В 2014 сыграл второстепенную роль в фильме Клинта Иствуда «Снайпер». В 2017 Джагер сыграл главную роль командира SWAT Трэвиса Холла в боевике «Спецназ: В осаде».
В 2018—2019 годах сыграл центральные роли в сериалах CBS All Access «Расскажи мне сказку» и «Почему женщины убивают». В 2019 году появился вместе с Эрикой Кристенсен (которая играла роль его жены в сериале «Родители») в клипе «Whenever You're Around» исполнителя «Bootstraps».
В 2021 году вышел фильм Майкла Шоуолтера «Глаза Тэмми Фэй» с участием Сэма Джагера.

## Личная жизнь
25 августа 2007 года Джагер женился на актрисе Эмбер Мари Меллотт (англ. Amber Marie Mellott), с которой он познакомился ещё во время учёбы в колледже. У супругов четверо детей — сыновья Август (род. 2010), Редфорд (род. 2014), Кэлвин (род. 2016) и приёмная дочь Обри.

## Фильмография
| Год       |    | Русское название                        | Оригинальное название          | Роль                                                                         |
| --------- | -- | --------------------------------------- | ------------------------------ | ---------------------------------------------------------------------------- |
| 1999      | тф | Цена успеха                             | Double Platinum                | официант                                                                     |
| 1999      | с  | Закон и порядок                         | Law & Order                    | Билл Конуэй (серия «Admissions»)                                             |
| 2000      | с  | Западное крыло                          | The West Wing                  | Билл Келли (серия «In This White House»)                                     |
| 2001      | ф  | В тылу врага                            | Behind Enemy Lines             | оператор «Красной Короны» #1                                                 |
| 2002      | ф  | Кровавая работа                         | Blood Work                     | заместитель                                                                  |
| 2002      | ф  | Война Харта                             | Hart's War                     | капитан Р. Дж. Циск                                                          |
| 2003      | с  | Клиника                                 | Scrubs                         | Стив Ларкин (серия «My Philosophy»)                                          |
| 2003      | с  | C.S.I.: Место преступления              | CSI: Crime Scene Investigation | портье Кевин (серия «Lucky Strike»)                                          |
| 2004      | с  | Полиция Нью-Йорка                       | NYPD Blue                      | Камаль Мухаммад, он же Тим Гэррити (серия «Passing the Stone»)               |
| 2004      | тф | Убийства на реке Грин                   | The Riverman                   | детектив Дэйв Рейхерт                                                        |
| 2006      | ф  | Счастливое число Слевина                | Lucky Number Slevin            | Ник Фишер                                                                    |
| 2006      | с  | Женщина-президент                       | Commander in Chief             | партнёр Винса (серия «Ties That Bind»)                                       |
| 2006      | ф  | Кошки-мышки                             | Catch and Release              | Деннис                                                                       |
| 2008—2009 | с  | Элай Стоун                              | Eli Stone                      | Мэтт Дауд                                                                    |
| 2009      | с  | До смерти красива                       | Drop Dead Diva                 | Барри Шустер (серия «Lost and Found»)                                        |
| 2009      | с  | Огни ночной пятницы                     | Friday Night Lights            | Дуг (серия «In the Skin of a Lion»)                                          |
| 2010—2015 | с  | Родители                                | Parenthood                     | Джоэл Грэм                                                                   |
| 2011      | ф  | Отвези меня домой                       | Take Me Home                   | Том (также режиссёр и сценарист)                                             |
| 2013      | ф  | Эмануэль и правда о рыбах               | The Truth About Emanuel        | Томас                                                                        |
| 2014      | ф  | Врождённый порок                        | Inherent Vice                  | агент Флэтвид                                                                |
| 2014      | ф  | Снайпер                                 | American Sniper                | капитан SEAL Мартенс                                                         |
| 2016      | ф  | Храбрый Нью-Джерси                      | Brave New Jersey               | Пол Дэвисон                                                                  |
| 2017      | ф  | Спецназ: В осаде                        | S.W.A.T.: Under Siege          | командир SWAT Трэвис Холл                                                    |
| 2017      | с  | Закон и порядок: Настоящее преступление | Law & Order True Crime         | детектив Лес Золлер (первый сезон)                                           |
| 2018—2021 | с  | Рассказ служанки                        | The Handmaid’s Tale            | Марк Туэлло                                                                  |
| 2018      | с  | Грёзы                                   | Reverie                        | доктор Крис Кондера (серии «Pas de Deux», «The Black Mandala» и «Despedida») |
| 2018—2019 | с  | Расскажи мне сказку                     | Tell Me a Story                | Тим Пауэлл (первый сезон)                                                    |
| 2019      | с  | Почему женщины убивают                  | Why Women Kill                 | Роб Стэнтон (первый сезон)                                                   |
| 2019      | ф  | Шазам!                                  | Shazam!                        | друг (в титрах не указан)                                                    |
| 2021      | ф  | Глаза Тэмми Фэй                         | The Eyes of Tammy Faye         | Рой Месснер                                                                  |
| 2025      | ф  | Вульфмен                                | Wolf Man                       |                                                                              |